# Antheraea polyphemus

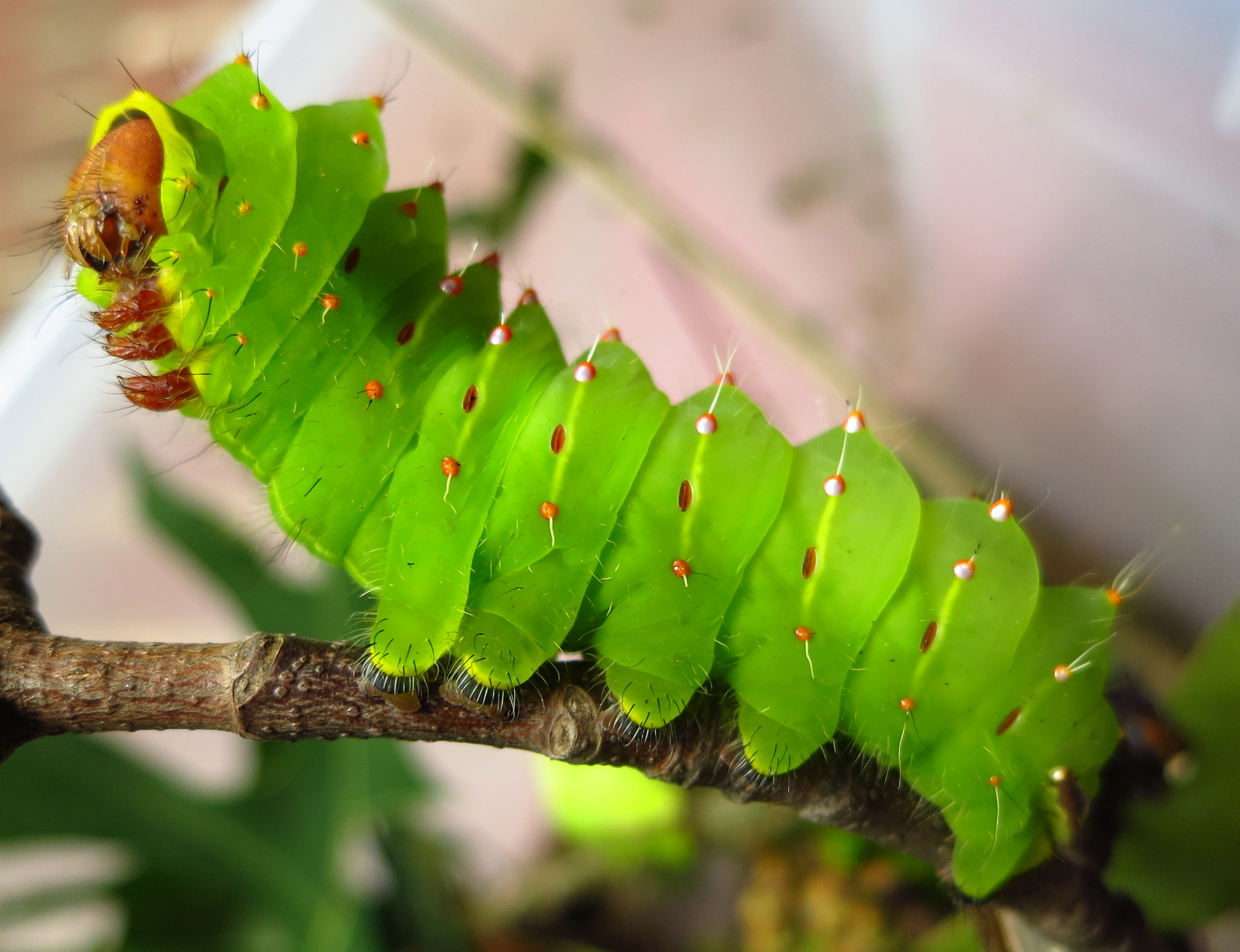
Ausgewachsene Raupe

Antheraea polyphemus ist ein in Nordamerika vorkommender Schmetterling (Nachtfalter) aus der Familie der Pfauenspinner (Saturniidae). Das Artepitheton wurde aufgrund des auffälligen Augenflecks auf der Hinterflügeloberseite nach dem einäugigen Riesen Polyphem gewählt.

## Beschreibung

### Falter
Die Falter erreichen eine Flügelspannweite von 10 bis 15 Zentimetern. Beide Geschlechter ähneln sich bezüglich der Färbung, die Weibchen sind jedoch größer als die Männchen. Die Grundfarbe der Oberseiten ist gelblich braun, rötlich braun oder graubraun. Die dunklen Querlinien sind rosa angelegt. Die Submarginalregion sowie die Basalregion sind gelblich, der Apex rosa. Auf der Vorderflügeloberseite befindet sich ein kleiner gelber Augenfleck. Im Zentrum der Hinterflügel hebt sich ein großer, ovaler, gelber Augenfleck ab, der mit einem Querstrich gekernt und in Richtung der Basalregion bläulich begrenzt ist. Die Unterseiten sämtlicher Flügel zeigen eine zeichnungsarme, verwaschene graubraune bis dunkel rotbraune Farbe. Die Augenflecke schimmern nur schwach hindurch. Die Männchen haben sehr große und stark gekämmte Fühler. Damit nehmen sie die von den Weibchen emittierten Pheromone auf.

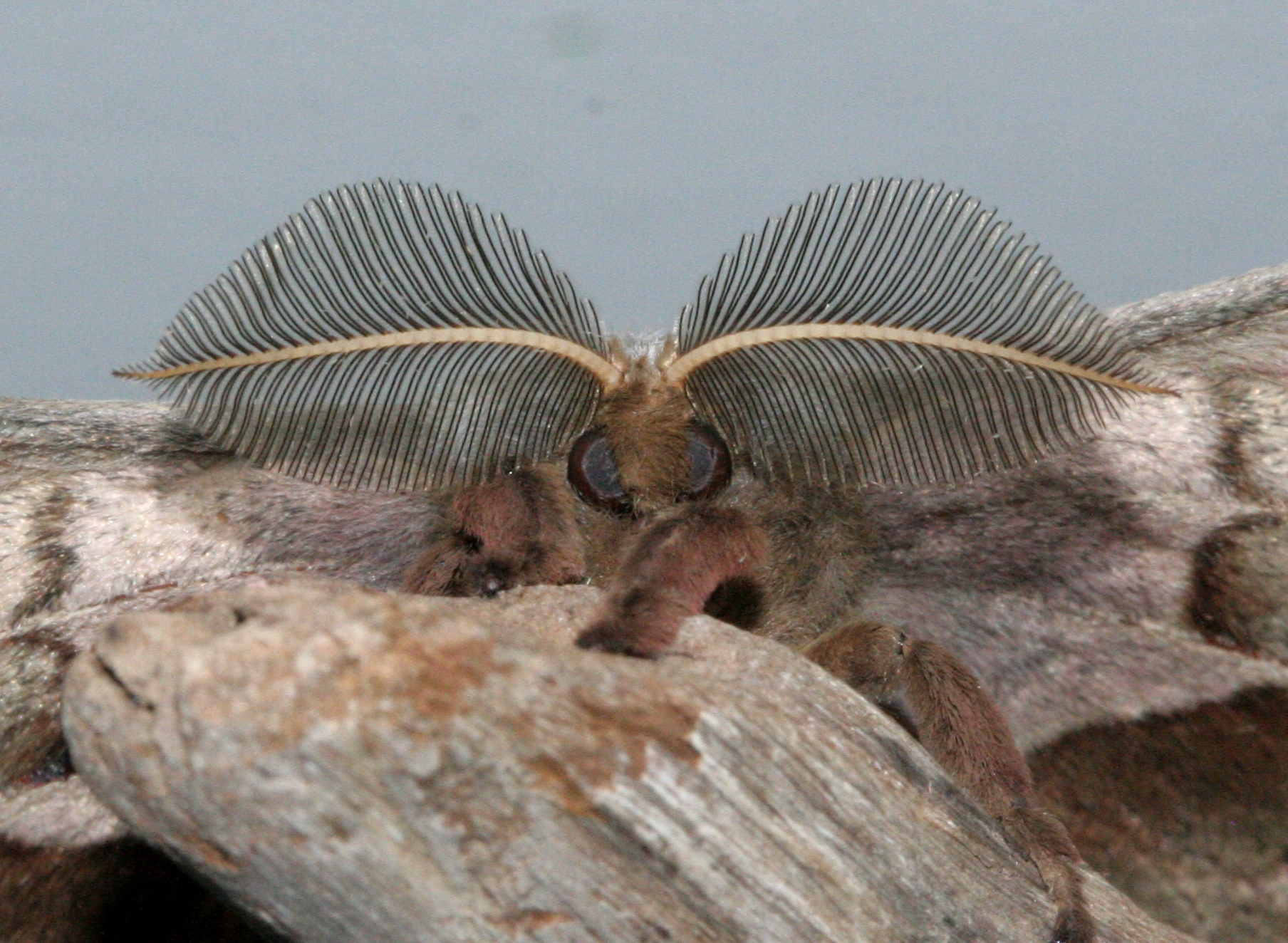
Fühler des Männchens
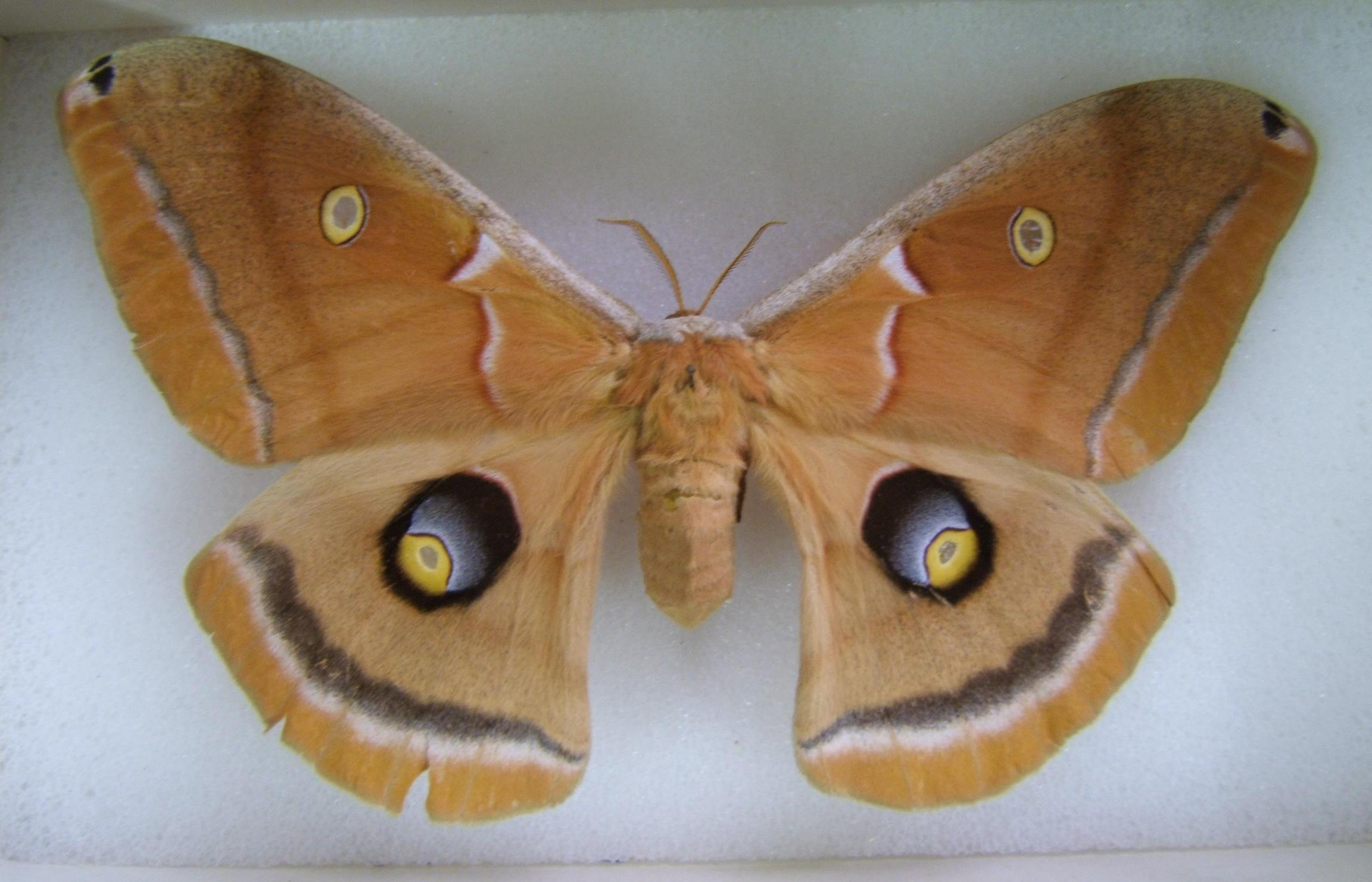
Weibchen (Präparat)
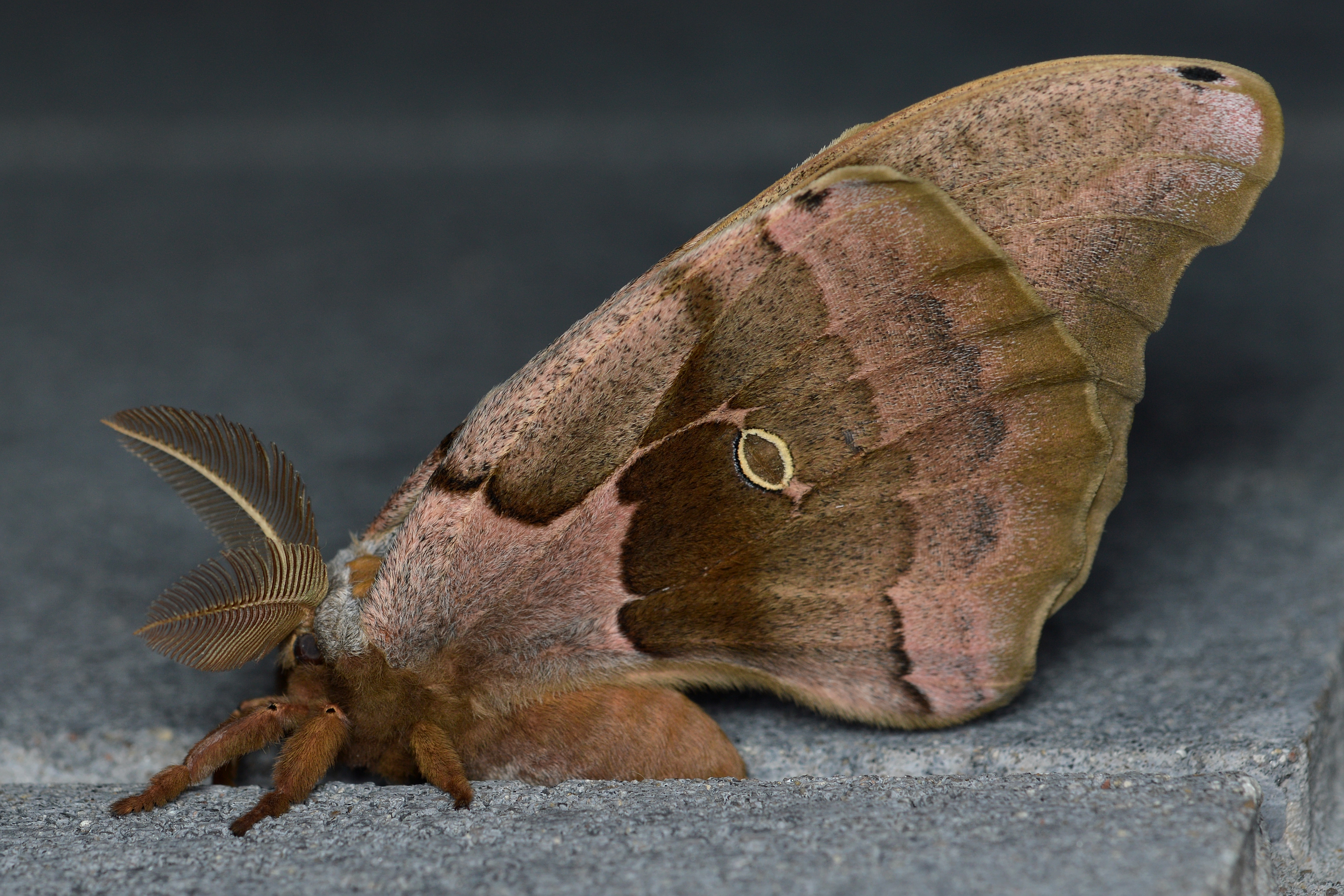
Unterseite (Männchen)

### Raupe
Ausgewachsene Raupen haben eine grasgrüne Grundfarbe und zeigen auf jedem Körpersegment einen hellgelben Schrägstreifen sowie rötliche Tracheen und kurze weiße Borsten. Der Kopf ist rotbraun.

## Verbreitung und Vorkommen
Antheraea polyphemus kommt in den kanadischen Provinzen außer Neufundland und Prince Edward Island sowie in allen US-Bundesstaaten außer Arizona und Nevada verbreitet vor. Die Art besiedelt bevorzugt Laubwälder, Obstgärten und Feuchtgebiete. Zuweilen treten die Raupen in Pflaumen- oder Haselnuss-Plantagen als Agrarschädling auf.

## Lebensweise
Die Falter fliegen je nach den klimatischen Verhältnissen in einer oder zwei Generationen, in Florida, Louisiana und Texas auch polyvoltin. Sie nehmen keine Nahrung zu sich. In der Nacht besuchen sie künstliche Lichtquellen. Die Weibchen legen die Eier in kleinen Gruppen auf den Blättern der Nahrungspflanze ab. Frisch geschlüpfte Raupen verzehren zunächst die Eihülle. Die Raupen ernähren sich dann von den Blättern vieler verschiedener Laubbaum-Arten, beispielsweise von Eichen (Quercus), Walnussgewächsen (Juglandaceae), Weiden, (Salix), Ulmen (Ulmus), Ahornen (Acer) und Birken (Betula). Die nördlichen Populationen überwintern als Puppe.